# Diócesis de Benjamín Aceval
La diócesis de Benjamín Aceval (en latín: Dioecesis Beniaminacevalensis) es una circunscripción eclesiástica de la Iglesia católica en Paraguay. Se trata de una diócesis latina, sufragánea de la arquidiócesis de Asunción. Desde el 16 de junio de 2018 su obispo es Amancio Francisco Benítez Candia.

## Territorio y organización
La diócesis tiene 44 000 km² y extiende su jurisdicción sobre los fieles católicos de rito latino residentes en una parte del departamento de Presidente Hayes, delimitada a sur y al este por los ríos Pilcomayo y Paraguay y al norte y oeste por los ríos Verde y Montelindo, hasta el meridiano 60.5° oeste.
La sede de la diócesis se encuentra en la ciudad de Benjamín Aceval, en donde se halla la Catedral de Santa Rosa de Lima.
En 2020 en la diócesis existían 8 parroquias.

## Historia
La diócesis fue erigida el 28 de junio de 1980 con la bula Christianam ad progressionem del papa Juan Pablo II, obteniendo el territorio de la diócesis de Concepción en Paraguay y del vicariato apostólico de Pilcomayo.

## Estadísticas
Según el Anuario Pontificio 2021 la diócesis tenía a fines de 2020 un total de 106 200 fieles bautizados.
| Año                                                                             | Población            | Población | Población      | Sacerdotes | Sacerdotes    | Sacerdotes    | Bautizados por sacerdote | Diáconos permanentes | Religiosos | Religiosos | Parroquias |
| Año                                                                             | Bautizados católicos | Total     | % de católicos | Total      | Clero secular | Clero regular | Bautizados por sacerdote | Diáconos permanentes | Varones    | Mujeres    | Parroquias |
| ------------------------------------------------------------------------------- | -------------------- | --------- | -------------- | ---------- | ------------- | ------------- | ------------------------ | -------------------- | ---------- | ---------- | ---------- |
| 1990                                                                            | 66 165               | 66 580    | 99.4           | 6          | 3             | 3             | 11 027                   |                      | 8          | 3          | 6          |
| 1999                                                                            | 74 000               | 78 500    | 94.3           | 9          | 9             |               | 8222                     |                      | 6          | 13         | 7          |
| 2000                                                                            | 76 800               | 81 500    | 94.2           | 10         | 9             | 1             | 7680                     |                      | 7          | 15         | 8          |
| 2001                                                                            | 77 500               | 82 000    | 94.5           | 14         | 13            | 1             | 5535                     |                      | 10         | 19         | 8          |
| 2002                                                                            | 77 850               | 83 000    | 93.8           | 12         | 11            | 1             | 6487                     |                      | 10         | 21         | 8          |
| 2003                                                                            | 77 850               | 83 000    | 93.8           | 10         | 9             | 1             | 7785                     |                      | 6          | 16         | 8          |
| 2004                                                                            | 77 950               | 83 100    | 93.8           | 10         | 9             | 1             | 7795                     |                      | 5          | 15         | 8          |
| 2006                                                                            | 78 050               | 83 200    | 93.8           | 12         | 11            | 1             | 6504                     |                      | 7          | 15         | 8          |
| 2015                                                                            | 112 000              | 120 000   | 93.3           | 11         | 11            |               | 10 181                   |                      |            | 16         | 9          |
| 2018                                                                            | 103 400              | 122 500   | 84.4           | 9          | 9             |               | 11 488                   |                      |            | 18         | 8          |
| 2020                                                                            | 106 200              | 132 300   | 80.3           | 8          | 8             |               | 13 275                   |                      | 1          | 14         | 8          |
| Fuente: Catholic-Hierarchy, que a su vez toma los datos del Anuario Pontificio. |                      |           |                |            |               |               |                          |                      |            |            |            |

## Episcopologio
- Mario Melanio Medina Salinas (28 de junio de 1980-8 de julio de 1997 nombrado obispo coadjutor de San Juan Bautista de las Misiones)
- Cándido Cárdenas Villalba (6 de julio de 1998-16 de junio de 2018 retirado)
- Amancio Francisco Benítez Candia, desde el 16 de junio de 2018